# Ковалёва, Мария Тимофеевна
Мария Тимофеевна Ковалёва (18 января 1929 ― 2008) ― советский и белорусский учёный в области лингвистики, кандидат филологических наук, автор монографий и учебных пособий по методике изучения и преподавания белорусского языка, партизан Великой Отечественной войны. Заслуженный учитель Белорусской ССР (1982).

## Биография
Мария Тимофеевна Ковалёва родилась 18 января 1929 года в Пустоселье Витебской области. С 1936 года вместе с семьёй проживала в посёлке Бегомль. В начале Великой Отечественной войны оказалась на оккупированной немецко-фашистскими войсками территории. С 1943 года вместе с матерью находилась в партизанском отряде Железняка. В тринадцать лет девочка помогала партизанам, ходила на задания, проводила разведку местности. Перед освобождением Белоруссии, попала в плен, откуда удалось сбежать.
После окончания войны поступила в Глубокское педагогическое училище, а потом стала обучаться на литературном факультете Минского педагогического института им. А. М. Горького. Завершила обучение в институте с отличием в 1952 году. Трудоустроилась в институт. Сначала работала в должности ассистента, потом доцентом, параллельно обучалась в аспирантуре, успешно защитила диссертацию на соискание степени кандидат филологических наук.

## Научная деятельность
Первая её научная работа была посвящена белорусскому глаголу, напечатана в 1961 году. В дальнейшем она является автором множества статей по проблеме языка художественного произведения, а также подготовила ряд учебных пособий для студентов-филологов высших учебных заведений, для учащихся средней школы, для слушателей колледжей, гимназий, лицеев. Её пособие для старшеклассников «Беларуская мова» признано педагогами и учеными страны одним из лучшим. На конкурсе научных работ в 1996 году этот научный труд был отмечен премией, а автор удостоен звания «Лауреат премии Белорусского государственного педагогического университета имени Максима Танка».

### Монографии и работы
- «Белорусский язык» (1971),
- «Современный белорусский литературный язык: морфология» (1975; 1997),
- «Современный белорусский литературный язык: лексикология. Фонетика. Орфография» (1976; 1993),
- «Современный белорусский литературный язык: практические занятия» (1981; 1995),
- «Белорусский язык: сборник диктовок» (1998),
- «Белорусский язык: пособие для абитуриентов» (1992; 1998),
- «Белорусский язык. Язык: пособие для старшеклассников» (1982; 1995, 1996);
- учебные программы: «Современный белорусский литературный язык», «Государственный экзамен по белорусскому языку»; факультативы для старшеклассников: «Стилистика и языковая культура», «Синтаксис и пунктуация».

## Награды и звания
- Орден Отечественной войны 2 степени,
- Медаль «За победу над Германией в Великой Отечественной войне 1941—1945 гг.»,
- Медаль Франциска Скорины (1999),
- другие медали.
- Заслуженный учитель Белорусской ССР (1982).
- Нагрудный знак «Отличник народного образования БССР» (1970).